# Бран, Марио Альфонсо
Марио Альфонсо Бран Гранильо (исп. Mario Alfonso Bran Granillo; род. 17 октября 1989, Гватемала) — гватемальский легкоатлет, специалист по спортивной ходьбе. Выступал на профессиональном уровне в 2005—2018 годах, чемпион Центральной Америки, победитель и призёр ряда крупных международных стартов, участник летних Олимпийских игр в Рио-де-Жанейро.

## Биография
Марио Альфонсо Бран родился 17 октября 1989 года в городе Гватемала.
Впервые заявил о себе в лёгкой атлетике на международном уровне в сезоне 2005 года, когда вошёл в состав гватемальской сборной и выступил на Панамериканском кубке по спортивной ходьбе в Лиме, где в зачёте юниоров на дистанции 10 км занял последнее 18-е место. Позднее выиграл серебряную медаль в ходьбе на 5 км на юношеском центральноамериканском первенстве в Манагуа, показал 16-й результат в ходьбе на 10 000 метров на юношеском мировом первенстве в Марракеше.
В 2006 году на Кубке мира в Ла-Корунье занял 41-е место в гонке юниоров.
В 2007 году в дисциплине 10 000 метров взял бронзу на юниорском центральноамериканском первенстве в Сан-Сальвадоре, в дисциплине 10 км финишировал восьмым на юниорском панамериканском первенстве в Сан-Паулу.
В 2008 году показал 12-й результат на юниорском мировом первенстве в Быдгоще, получил серебро на юниорском центральноамериканском первенстве в Сан-Сальвадоре.
В 2009 году в ходьбе на 20 км занял 21-е место на Панамериканском кубке в Сан-Сальвадоре, в ходьбе на 20 000 метров был четвёртым на домашнем чемпионате Центральной Америки в Гватемале.
На чемпионате Центральной Америки 2010 года завоевал серебряную награду в дисциплине 20 000 метров.
В 2011 году на центральноамериканском чемпионате в Сан-Сальвадоре пришёл к финишу четвёртым, установив при этом свой личный рекорд в дисциплине 20 км — 1:27:01.
В 2012 году в ходьбе на 50 км занял 64-е место на Кубке мира в Саранске, в ходьбе на 20 000 метров одержал победу на чемпионате Центральной Америки в Манагуа.
В 2013 году в дисциплине 20 км выиграл серебряную медаль на Центральноамериканских играх в Сан-Хосе, в дисциплине 50 км стал четвёртым на домашнем Панамериканском кубке в Гватемале.
В 2014 году в 50-километровой ходьбе показал 44-й результат на Кубке мира в Тайцане.
В 2015 году в ходьбе на 50 км финишировал 12-м на Панамериканском кубке в Арике и седьмым на Панамериканских играх в Торонто.
Выполнив олимпийский квалификационный норматив, в 2016 году удостоился права защищать честь страны на летних Олимпийских играх в Рио-де-Жанейро — в программе ходьбы на 50 км показал время 4:15:14, расположившись в итоговом протоколе соревнований на 41-й строке.
На чемпионате Гватемалы 2018 года стал четвёртым в ходьбе на 50 км и по окончании сезона завершил спортивную карьеру.